# 美国陆军预备军官训练团第7旅
美国陆军预备军官训练团第7旅（英語：7th Reserve Officers' Training Corps Brigade），昵称猛士旅（英語：Bold Warrior Battalion），总部位于肯塔基州的诺克斯堡，负责管辖密歇根、印第安纳、俄亥俄、肯塔基和田纳西州各大学的陆军预备军官训练团。

## 参考资料

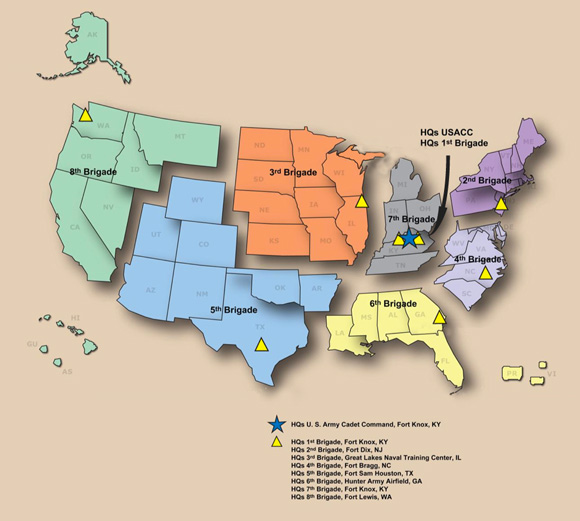
陆军预备军官训练团各旅分布图